# Ḥarqa
Ḥarqa è un film del 2022 scritto e diretto da Lotfy Nathan, al suo primo film di finzione.

## Trama
Ali, un ventenne tunisino, vive di espedienti come il vendere abusivamente benzina per strada. Sogna una vita migliore, ma le sue responsabilità domestiche si intensificano quando la morte improvvisa del padre lo costringe a prendersi cura delle due sorelline. Mentre la famiglia rischia lo sfratto imminente, Ali cerca un lavoro e una vita più stabile. In una società in cui la corruzione è diffusa, però, si presentano solo opportunità illecite e Ali si trova di fronte a una decisione dalla quale potrebbe non tornare indietro.

## Produzione
Il film si ispira alla vicenda di Mohamed Bouazizi, che dandosi fuoco diede inizio alla primavera araba. Il titolo in arabo significa "bruciare", ma è anche slang locale per coloro che emigrano attraversando il Mediterraneo su un barcone. Le riprese si sono svolte a Sidi Bouzid, luogo cardine della rivoluzione dei Gelsomini, e Tunisi. Essendosi svolte durante la pandemia di COVID-19 in Tunisia, hanno finito per essere interessate alle proteste di piazza seguite l'auto-golpe del presidente Qays Saʿīd nel luglio 2021, che sono state quindi incorporate dal film in alcune scene.

## Distribuzione
Il film è stato presentato in anteprima il 18 maggio 2022 nella sezione Un Certain Regard al 75º Festival di Cannes, venendo distribuito nelle sale cinematografiche francesi a partire dal 2 novembre seguente e in quelle lussemburghesi a partire dall'11 gennaio 2023.

## Riconoscimenti
- 2022 – Festival di Cannes
  - Miglior interpretazione Un Certain Regard ad Adam Bessa (ex aequo con Vicky Krieps per Il corsetto dell'imperatrice)
  - In concorso per il Un Certain Regard
- 2023 – Premio Lumière
  - Candidatura per la migliore promessa maschile ad Adam Bessa
  - Candidatura per la migliore opera prima